# (201) Penelope
(201) Penelope – planetoida z pasa głównego asteroid okrążająca Słońce w ciągu 4 lat i 141 dni w średniej odległości 2,68 j.a. Została odkryta 7 sierpnia 1879 roku w Austrian Naval Observatory (Pula, półwysep Istria) przez Johanna Palisę. Nazwa planetoidy pochodzi od Penelopy, żony Odyseusza w Odysei Homera.